# 시루토루정
시루토루정(일본어: 知取町 시루토루마치[*])은 일본이 지배하던 시기의 사할린에 있던 마을이다. 법적으로는 1949년 6월 1일, 국가 행정 조직법 시행에 따라 폐지되었다. 1941년 12월 1일, 인구는 18,216명이였다. 현재는 러시아가 사할린주 마카로프라는 도시로 실효 지배하고 있다.